# Sukhoi Su-15
El Sukhoi SU-15 (denominació OTAN, Flagon) va ser un interceptor bimotor desenvolupat per la Unió Soviètica en els anys 1960 per reemplaçar al Sukhoi Su-11.

## Història
L'avió estava destinat a interceptar objectius aeris amb un rang de velocitat de 500 a 3.000 km/h i altituds de 500 a 23.000 metres. El llançament de l'interceptor a la zona de trobada amb l'objectiu i fins a la seva detecció per l'estació de radar aerotransportat (ARS) es va dur a terme utilitzant el complex de guia automatitzada terrestre Vozdukh-1. La intercepció de l'objectiu, la punteria i la guia del míssil amb un capçal de radar (RGS) es van dur a terme mitjançant el radar. Els míssils amb capçal guiat per infrarojos (IKGSN) tenien un principi de guia diferent: la radiació infraroja (tèrmica) que capturaven era emesa directament per l'objectiu.
El disseny del caça interceptor en l'Oficina de Disseny de Sukhoi va començar en 1961. A causa del fet que, seguint instruccions de N. S. Khrushchev, es va prohibir el desenvolupament de nous tipus d'avions i solo es va permetre la modernització dels existents, el nou avió va ser considerat com una modernització del complex d'intercepció basat en el Sukhoi Su-11 lluitador.
Aquests van portar al T-58, que combinava els dos motors amb una versió modificada del morro del T-49, però les entrades d'aire se situaven més cap enrere, darrere de la cabina. El T-58 va volar per primera vegada el 30 de maig de 1962.
La primera preproducció del Sukkoi Su-15 es va acoblar en una planta d'avions en Novosibirsk. A l'aeronau se li va assignar l'índex intern de fàbrica producte 37. El març de 1966, el pilot de proves de fàbrica IF Sorokin va realitzar el primer vol en ell, qui posteriorment va rebre el títol d'Heroi de la Unió Soviètica, en gran part per aquestes proves. El tercer vol de l'avió el 15 de març de 1966 ho va dur a terme el pilot de proves de l'OKB V. S. Ilyushin. Després, les proves de vol de l'avió van continuar amb els pilots de proves Yu. N. Kharchenko, V. M. Morozov, V. A. Dyrov, E. S. Solovyov, E. K. Kukushev, V. N. Kondaurov i altres. El juliol de 1967, el caça va ser mostrat al públic en general en una desfilada aèria en Domodedovo.
Va entrar en servei de proves, com a Su-15, el 5 d'agost de 1963, però la seva entrada en servei es va retardar a causa de l'ambivalència del govern soviètic sobre el valor dels interceptors tripulats enfront dels míssils terra-aire, característics de l'època de Nikita Khrusxov. Això no obstant, va anar finalment acceptat per la Defensa Antiaèria Soviètica (PVO), amb el primer Su-15F (codi OTAN, Flagon-A)/A) i va entrar en servei el 1967.
El caça Sukhoi Su-15 ha estat durant molt de temps la base de la defensa aèria de l'URSS. La majoria dels avions el Sukhoi Su-15TM i l'UM van ser donats de baixa sense arribar al final de la seva vida útil, ja que estaven subjectes a reducció en virtut de l'acord SALT-2

## Disseny
Encara que molts components del Su-15 van ser similars o idèntics als del Su-9 i el Su-11, incloent-hi els característics frens aeris en la part del darrere del fuselatge, el Su-15 va abandonar l'entrada d'aire frontal per entrades laterals que alimentava els dos turboreactors, originalment els Tumansky R-11F. El canvi permetia més espai en el morro per a un radar més potent, inicialment l'Oriol-D .
Els primers Su-15F tenien ales en delta com el seu predecessor, però van ser reemplaçades en el Su-15MF (designació OTAN, Flagon-D) per una forma alar de doble delta d'envergadura major, amb una aleta encalçadora per sobre de cada subjecció alar.
Com el Lockheed F-104 Starfighter,el Su-15 tenia una bona velocitat màxima i ascensional. Les velocitats d'enlairament i aterratge eren relativament altes i els controls de vol eren sensibles i precisos. Malgrat el seu potent radar, el Su-15 com la majoria dels interceptors soviètics d'abans de finals dels anys 1980, depenia molt del control en terra, que dirigia els avions als seus blancs mitjançant estacions terrestres de radar.
L'armament principal de l'avió va ser el míssil aire-aire R-8 (codi OTAN AA-3 Anab). Les primeres versions podien portar dos míssils, però el Flagon-D i versions posteriors podia ser equipat amb quatre. Aquests míssils estaven disponibles en versions de guia infrarroja i de radar semiactiu, i era habitual que els avions portessin un parell de cada tipus per augmentar les seves possibilitats d'impacte.
Els models Flagon-F podien portar, a més del R-8, un o dos parells de míssils de curt aconsegueixi R-60 (AA-8 Aphid). Per reemplaçar l'R-8, també es podia equipar l'avió amb míssils R-23 (AA-7 Apex) que utilitzava el MiG-23. Els últims models del Su-15 podien portar de vegades un parell de contenidors amb metralladores UPK-23-250 de 23 mm en les subjeccions del fuselatge, que contenia canons bitub Gryazev-Shipunov GSh-23L, similars als utilitzats en el MiG-21 i MiG-23.

## Història operacional
Sent un dels principals interceptors de la PVO, el Su-15 va tenir diversos incidents amb avions estrangers. Un d'aquests va ser l'atac al vol 902 de Korean Airlines en 1978 sobre Múrmansk. Encara que el Boeing 707 va sobreviure a l'impacte del míssil, es va estavellar conseqüentment, i hi van haver dos morts. En 1981, un SU-15 amb base a Bakú va tenir un xoc controlat amb un Canadair CL-44 iranià.
L'incident més notori va ocórrer l'1 de setembre de 1983 quan el Vol 007 de Korean Airlines sobrevolà el territori de l'URSS sobre Kamtxatka. El Boeing 747 va ser abatut sobre el mar a l'oest de l'illa Sakhalín pel SU T "Roig 17" pilotat pel Tinent Coronel Guennadi Ossipóvitx del 41è Regiment de Caces de la VVS (Força Aèria Soviètica), utilitzant un míssil R-98MR (guiat per radar) que va impactar en el fuselatge i un míssil R-98MT que va destruir un motor i ala del Boeing 747, acabant amb la vida dels seus 246 passatgers i 23 tripulants.

## Variants
Els primers models SU-15F i SU-15MF van ser substituïts en 1970 pel SU-15T (Flagon-T), que incloïa un radom en forma d'ogiva que allotjava el nou radar Taifun, un dipòsit de combustible addicional i un tren d'aterratge més resistent per a enlairaments amb més pes. També se li van afegir dues subjeccions laterals en el fuselatge per a dipòsits ejectables o d'armes. El nou radar no era fiable, i en 1973, es va detenir la producció del Su-15T a favor del SU-15TM (també conegut possiblement com a Su-21), amb un nou radar Taifun-M. Altres variants del Su-15 són:
| Nom del model | Característiques                                                    |
| ------------- | ------------------------------------------------------------------- |
| Su-15         | Interceptor en sèrie.                                               |
| Su-15bis      | Un prototip d'interceptor amb aviònica i motors millorats           |
| Su-15VD       | Avió experimental per a provar motors turboreactors d'elevació.     |
| Su-15T        | Primera modificació                                                 |
| Su-15TM       | La modificació més avançada.                                        |
| Su-15UT       | Avión de entrenamiento biplaza. Índice de productos intrafábrica 42 |
| Su-15UM       | Aviones de entrenamiento modernizados.                              |

## Operadors
- Unió de Repúbliques Socialistes Soviètiques: Va estar en servei fins al col·lapse de l'estat.
- Rússia: Es va retirar al 1994.[2]
- Ucraïna: Després del col·lapse de l'URSS, va rebre al voltant de 70 La seva-15TM i varis El seu-15UM, que estaven en servei amb el 62è IAP de Defensa Aèria (Belbek)[3] i el 636è IAP de Defensa Aèria (Kramatorsk).[4] Retirat del servei en 1996.[2]

## Especificacions del SU-15T
Dades extretes de Combat Aircraft since 1945:

### Generals
- Tripulació: 1
- Longitud: 20,50 m
- Envergadura: 10,53 m
- Altura: 5,08 m
- Superfície alar: 36 m²
- Pes en buit: 12.245 kg
- Pes carregat: 18.000 kg
- Planta motriu: 2 turboreactors Tumansky R-13F2-300 de 40,2 kN d'empenyi en sec i 70,0 kN amb post-combustió cadascun

### Rendiment
- Velocitat màxima: Mach 2,5 (2.670 km/h) en altes cotes
- Abast en combat: 745 km
- Abast màxim: 2.250 km
- Sostre de servei: 20.000 m
- Velocitat d'ascensió: 228 m/s
- Càrrega alar: 555 kg/m²

### Armament
- 2 bombes FAB-250
- 2 o 4 míssils aire-aire lleugers R-60 i R98
- Opcionalment, 2 contenidors d'armes amb un canó automàtic UPK-23-250 de calibre 23 mm